# Хавис (месторождение)
Хавис (англ. Havis) — нефтяное месторождение в акватории Баренцева моря. Открыто в январе 2012 года. Разведочное бурение велось с буровой платформы Aker Barents. Месторождение Хавис расположено в одном лицензионном участке PL532 с месторождением Скругард. Скважина пробурена на глубину 2200 метров ниже уровня моря, глубина моря в данном районе составляет 365 метров.
Начальные запасы нефти (по предварительным оценкам) составляют от 200 до 300 млн баррелей извлекаемых запасов нефтяного эквивалента.
Оператором участка PL532 является норвежская нефтяная компания Statoil (50 %). Другими операторами участка являются Eni (30 %) и Petoro (20 %).